# Форточка (шахматы)
«Фо́рточка» — продвижение на одно поле вперёд одной из пешек, защищающих короля.
При короткой рокировке «форточку» образуют ходы f3, g3 или h3 за белых и f6, g6 или h6 за чёрных (чаще всего h3 за белых и h6 за чёрных). «Форточка» позволяет избежать угрозы мата на последней горизонтали, но может привести к образованию слабых пунктов. Часто используется в виде профилактики.

## Пример
|   | a | b | c | d | e | f | g | h |   |
| - | --- | --- | --- | --- | --- | --- | --- | --- | - |
| 8 | g8 чёрный король · f7 чёрная пешка · g7 чёрная пешка · e6 чёрная ладья · h6 чёрная пешка · a2 белая ладья · f2 белая пешка · g2 белая пешка · h2 белая пешка · g1 белый король | g8 чёрный король · f7 чёрная пешка · g7 чёрная пешка · e6 чёрная ладья · h6 чёрная пешка · a2 белая ладья · f2 белая пешка · g2 белая пешка · h2 белая пешка · g1 белый король | g8 чёрный король · f7 чёрная пешка · g7 чёрная пешка · e6 чёрная ладья · h6 чёрная пешка · a2 белая ладья · f2 белая пешка · g2 белая пешка · h2 белая пешка · g1 белый король | g8 чёрный король · f7 чёрная пешка · g7 чёрная пешка · e6 чёрная ладья · h6 чёрная пешка · a2 белая ладья · f2 белая пешка · g2 белая пешка · h2 белая пешка · g1 белый король | g8 чёрный король · f7 чёрная пешка · g7 чёрная пешка · e6 чёрная ладья · h6 чёрная пешка · a2 белая ладья · f2 белая пешка · g2 белая пешка · h2 белая пешка · g1 белый король | g8 чёрный король · f7 чёрная пешка · g7 чёрная пешка · e6 чёрная ладья · h6 чёрная пешка · a2 белая ладья · f2 белая пешка · g2 белая пешка · h2 белая пешка · g1 белый король | g8 чёрный король · f7 чёрная пешка · g7 чёрная пешка · e6 чёрная ладья · h6 чёрная пешка · a2 белая ладья · f2 белая пешка · g2 белая пешка · h2 белая пешка · g1 белый король | g8 чёрный король · f7 чёрная пешка · g7 чёрная пешка · e6 чёрная ладья · h6 чёрная пешка · a2 белая ладья · f2 белая пешка · g2 белая пешка · h2 белая пешка · g1 белый король | 8 |
| 7 | g8 чёрный король · f7 чёрная пешка · g7 чёрная пешка · e6 чёрная ладья · h6 чёрная пешка · a2 белая ладья · f2 белая пешка · g2 белая пешка · h2 белая пешка · g1 белый король | g8 чёрный король · f7 чёрная пешка · g7 чёрная пешка · e6 чёрная ладья · h6 чёрная пешка · a2 белая ладья · f2 белая пешка · g2 белая пешка · h2 белая пешка · g1 белый король | g8 чёрный король · f7 чёрная пешка · g7 чёрная пешка · e6 чёрная ладья · h6 чёрная пешка · a2 белая ладья · f2 белая пешка · g2 белая пешка · h2 белая пешка · g1 белый король | g8 чёрный король · f7 чёрная пешка · g7 чёрная пешка · e6 чёрная ладья · h6 чёрная пешка · a2 белая ладья · f2 белая пешка · g2 белая пешка · h2 белая пешка · g1 белый король | g8 чёрный король · f7 чёрная пешка · g7 чёрная пешка · e6 чёрная ладья · h6 чёрная пешка · a2 белая ладья · f2 белая пешка · g2 белая пешка · h2 белая пешка · g1 белый король | g8 чёрный король · f7 чёрная пешка · g7 чёрная пешка · e6 чёрная ладья · h6 чёрная пешка · a2 белая ладья · f2 белая пешка · g2 белая пешка · h2 белая пешка · g1 белый король | g8 чёрный король · f7 чёрная пешка · g7 чёрная пешка · e6 чёрная ладья · h6 чёрная пешка · a2 белая ладья · f2 белая пешка · g2 белая пешка · h2 белая пешка · g1 белый король | g8 чёрный король · f7 чёрная пешка · g7 чёрная пешка · e6 чёрная ладья · h6 чёрная пешка · a2 белая ладья · f2 белая пешка · g2 белая пешка · h2 белая пешка · g1 белый король | 7 |
| 6 | g8 чёрный король · f7 чёрная пешка · g7 чёрная пешка · e6 чёрная ладья · h6 чёрная пешка · a2 белая ладья · f2 белая пешка · g2 белая пешка · h2 белая пешка · g1 белый король | g8 чёрный король · f7 чёрная пешка · g7 чёрная пешка · e6 чёрная ладья · h6 чёрная пешка · a2 белая ладья · f2 белая пешка · g2 белая пешка · h2 белая пешка · g1 белый король | g8 чёрный король · f7 чёрная пешка · g7 чёрная пешка · e6 чёрная ладья · h6 чёрная пешка · a2 белая ладья · f2 белая пешка · g2 белая пешка · h2 белая пешка · g1 белый король | g8 чёрный король · f7 чёрная пешка · g7 чёрная пешка · e6 чёрная ладья · h6 чёрная пешка · a2 белая ладья · f2 белая пешка · g2 белая пешка · h2 белая пешка · g1 белый король | g8 чёрный король · f7 чёрная пешка · g7 чёрная пешка · e6 чёрная ладья · h6 чёрная пешка · a2 белая ладья · f2 белая пешка · g2 белая пешка · h2 белая пешка · g1 белый король | g8 чёрный король · f7 чёрная пешка · g7 чёрная пешка · e6 чёрная ладья · h6 чёрная пешка · a2 белая ладья · f2 белая пешка · g2 белая пешка · h2 белая пешка · g1 белый король | g8 чёрный король · f7 чёрная пешка · g7 чёрная пешка · e6 чёрная ладья · h6 чёрная пешка · a2 белая ладья · f2 белая пешка · g2 белая пешка · h2 белая пешка · g1 белый король | g8 чёрный король · f7 чёрная пешка · g7 чёрная пешка · e6 чёрная ладья · h6 чёрная пешка · a2 белая ладья · f2 белая пешка · g2 белая пешка · h2 белая пешка · g1 белый король | 6 |
| 5 | g8 чёрный король · f7 чёрная пешка · g7 чёрная пешка · e6 чёрная ладья · h6 чёрная пешка · a2 белая ладья · f2 белая пешка · g2 белая пешка · h2 белая пешка · g1 белый король | g8 чёрный король · f7 чёрная пешка · g7 чёрная пешка · e6 чёрная ладья · h6 чёрная пешка · a2 белая ладья · f2 белая пешка · g2 белая пешка · h2 белая пешка · g1 белый король | g8 чёрный король · f7 чёрная пешка · g7 чёрная пешка · e6 чёрная ладья · h6 чёрная пешка · a2 белая ладья · f2 белая пешка · g2 белая пешка · h2 белая пешка · g1 белый король | g8 чёрный король · f7 чёрная пешка · g7 чёрная пешка · e6 чёрная ладья · h6 чёрная пешка · a2 белая ладья · f2 белая пешка · g2 белая пешка · h2 белая пешка · g1 белый король | g8 чёрный король · f7 чёрная пешка · g7 чёрная пешка · e6 чёрная ладья · h6 чёрная пешка · a2 белая ладья · f2 белая пешка · g2 белая пешка · h2 белая пешка · g1 белый король | g8 чёрный король · f7 чёрная пешка · g7 чёрная пешка · e6 чёрная ладья · h6 чёрная пешка · a2 белая ладья · f2 белая пешка · g2 белая пешка · h2 белая пешка · g1 белый король | g8 чёрный король · f7 чёрная пешка · g7 чёрная пешка · e6 чёрная ладья · h6 чёрная пешка · a2 белая ладья · f2 белая пешка · g2 белая пешка · h2 белая пешка · g1 белый король | g8 чёрный король · f7 чёрная пешка · g7 чёрная пешка · e6 чёрная ладья · h6 чёрная пешка · a2 белая ладья · f2 белая пешка · g2 белая пешка · h2 белая пешка · g1 белый король | 5 |
| 4 | g8 чёрный король · f7 чёрная пешка · g7 чёрная пешка · e6 чёрная ладья · h6 чёрная пешка · a2 белая ладья · f2 белая пешка · g2 белая пешка · h2 белая пешка · g1 белый король | g8 чёрный король · f7 чёрная пешка · g7 чёрная пешка · e6 чёрная ладья · h6 чёрная пешка · a2 белая ладья · f2 белая пешка · g2 белая пешка · h2 белая пешка · g1 белый король | g8 чёрный король · f7 чёрная пешка · g7 чёрная пешка · e6 чёрная ладья · h6 чёрная пешка · a2 белая ладья · f2 белая пешка · g2 белая пешка · h2 белая пешка · g1 белый король | g8 чёрный король · f7 чёрная пешка · g7 чёрная пешка · e6 чёрная ладья · h6 чёрная пешка · a2 белая ладья · f2 белая пешка · g2 белая пешка · h2 белая пешка · g1 белый король | g8 чёрный король · f7 чёрная пешка · g7 чёрная пешка · e6 чёрная ладья · h6 чёрная пешка · a2 белая ладья · f2 белая пешка · g2 белая пешка · h2 белая пешка · g1 белый король | g8 чёрный король · f7 чёрная пешка · g7 чёрная пешка · e6 чёрная ладья · h6 чёрная пешка · a2 белая ладья · f2 белая пешка · g2 белая пешка · h2 белая пешка · g1 белый король | g8 чёрный король · f7 чёрная пешка · g7 чёрная пешка · e6 чёрная ладья · h6 чёрная пешка · a2 белая ладья · f2 белая пешка · g2 белая пешка · h2 белая пешка · g1 белый король | g8 чёрный король · f7 чёрная пешка · g7 чёрная пешка · e6 чёрная ладья · h6 чёрная пешка · a2 белая ладья · f2 белая пешка · g2 белая пешка · h2 белая пешка · g1 белый король | 4 |
| 3 | g8 чёрный король · f7 чёрная пешка · g7 чёрная пешка · e6 чёрная ладья · h6 чёрная пешка · a2 белая ладья · f2 белая пешка · g2 белая пешка · h2 белая пешка · g1 белый король | g8 чёрный король · f7 чёрная пешка · g7 чёрная пешка · e6 чёрная ладья · h6 чёрная пешка · a2 белая ладья · f2 белая пешка · g2 белая пешка · h2 белая пешка · g1 белый король | g8 чёрный король · f7 чёрная пешка · g7 чёрная пешка · e6 чёрная ладья · h6 чёрная пешка · a2 белая ладья · f2 белая пешка · g2 белая пешка · h2 белая пешка · g1 белый король | g8 чёрный король · f7 чёрная пешка · g7 чёрная пешка · e6 чёрная ладья · h6 чёрная пешка · a2 белая ладья · f2 белая пешка · g2 белая пешка · h2 белая пешка · g1 белый король | g8 чёрный король · f7 чёрная пешка · g7 чёрная пешка · e6 чёрная ладья · h6 чёрная пешка · a2 белая ладья · f2 белая пешка · g2 белая пешка · h2 белая пешка · g1 белый король | g8 чёрный король · f7 чёрная пешка · g7 чёрная пешка · e6 чёрная ладья · h6 чёрная пешка · a2 белая ладья · f2 белая пешка · g2 белая пешка · h2 белая пешка · g1 белый король | g8 чёрный король · f7 чёрная пешка · g7 чёрная пешка · e6 чёрная ладья · h6 чёрная пешка · a2 белая ладья · f2 белая пешка · g2 белая пешка · h2 белая пешка · g1 белый король | g8 чёрный король · f7 чёрная пешка · g7 чёрная пешка · e6 чёрная ладья · h6 чёрная пешка · a2 белая ладья · f2 белая пешка · g2 белая пешка · h2 белая пешка · g1 белый король | 3 |
| 2 | g8 чёрный король · f7 чёрная пешка · g7 чёрная пешка · e6 чёрная ладья · h6 чёрная пешка · a2 белая ладья · f2 белая пешка · g2 белая пешка · h2 белая пешка · g1 белый король | g8 чёрный король · f7 чёрная пешка · g7 чёрная пешка · e6 чёрная ладья · h6 чёрная пешка · a2 белая ладья · f2 белая пешка · g2 белая пешка · h2 белая пешка · g1 белый король | g8 чёрный король · f7 чёрная пешка · g7 чёрная пешка · e6 чёрная ладья · h6 чёрная пешка · a2 белая ладья · f2 белая пешка · g2 белая пешка · h2 белая пешка · g1 белый король | g8 чёрный король · f7 чёрная пешка · g7 чёрная пешка · e6 чёрная ладья · h6 чёрная пешка · a2 белая ладья · f2 белая пешка · g2 белая пешка · h2 белая пешка · g1 белый король | g8 чёрный король · f7 чёрная пешка · g7 чёрная пешка · e6 чёрная ладья · h6 чёрная пешка · a2 белая ладья · f2 белая пешка · g2 белая пешка · h2 белая пешка · g1 белый король | g8 чёрный король · f7 чёрная пешка · g7 чёрная пешка · e6 чёрная ладья · h6 чёрная пешка · a2 белая ладья · f2 белая пешка · g2 белая пешка · h2 белая пешка · g1 белый король | g8 чёрный король · f7 чёрная пешка · g7 чёрная пешка · e6 чёрная ладья · h6 чёрная пешка · a2 белая ладья · f2 белая пешка · g2 белая пешка · h2 белая пешка · g1 белый король | g8 чёрный король · f7 чёрная пешка · g7 чёрная пешка · e6 чёрная ладья · h6 чёрная пешка · a2 белая ладья · f2 белая пешка · g2 белая пешка · h2 белая пешка · g1 белый король | 2 |
| 1 | g8 чёрный король · f7 чёрная пешка · g7 чёрная пешка · e6 чёрная ладья · h6 чёрная пешка · a2 белая ладья · f2 белая пешка · g2 белая пешка · h2 белая пешка · g1 белый король | g8 чёрный король · f7 чёрная пешка · g7 чёрная пешка · e6 чёрная ладья · h6 чёрная пешка · a2 белая ладья · f2 белая пешка · g2 белая пешка · h2 белая пешка · g1 белый король | g8 чёрный король · f7 чёрная пешка · g7 чёрная пешка · e6 чёрная ладья · h6 чёрная пешка · a2 белая ладья · f2 белая пешка · g2 белая пешка · h2 белая пешка · g1 белый король | g8 чёрный король · f7 чёрная пешка · g7 чёрная пешка · e6 чёрная ладья · h6 чёрная пешка · a2 белая ладья · f2 белая пешка · g2 белая пешка · h2 белая пешка · g1 белый король | g8 чёрный король · f7 чёрная пешка · g7 чёрная пешка · e6 чёрная ладья · h6 чёрная пешка · a2 белая ладья · f2 белая пешка · g2 белая пешка · h2 белая пешка · g1 белый король | g8 чёрный король · f7 чёрная пешка · g7 чёрная пешка · e6 чёрная ладья · h6 чёрная пешка · a2 белая ладья · f2 белая пешка · g2 белая пешка · h2 белая пешка · g1 белый король | g8 чёрный король · f7 чёрная пешка · g7 чёрная пешка · e6 чёрная ладья · h6 чёрная пешка · a2 белая ладья · f2 белая пешка · g2 белая пешка · h2 белая пешка · g1 белый король | g8 чёрный король · f7 чёрная пешка · g7 чёрная пешка · e6 чёрная ладья · h6 чёрная пешка · a2 белая ладья · f2 белая пешка · g2 белая пешка · h2 белая пешка · g1 белый король | 1 |
|   | a | b | c | d | e | f | g | h |   |

При ходе чёрных они выигрывают, так как белые не успели «сделать форточку»:
1… Ле1#
При ходе белых благодаря «форточке» на h7 чёрный король спасается от мата:
1. Ла8+ Крh7